# غوفر زنسر
غوفر زنسر (الاسم العلمي:Pappogeomys zinseri) هو نوع من الحيوانات يتبع جنس غوفر مكسيكي من فصيلة الغوفرية.